# 's-Gravenweg
De  's-Gravenweg is een oude weg en buurtschap tussen Nieuwerkerk aan den IJssel en de Rotterdamse wijk Kralingen, in de Nederlandse provincie Zuid-Holland. De 's-Gravenweg is de weg waarnaar het Nederlandse gezegde Zo oud als de weg naar Kralingen verwijst.
De 's-Gravenweg maakt deel uit van een oude waterkering die al in de 11e eeuw liep van Gouda naar Vlaardingen. Na de aanleg van Schielands Hoge Zeedijk in het midden van de 13e eeuw kwam de 's-Gravenweg binnendijks te liggen.
Voor een betrouwbare passagiersverbinding tussen Gouda en Rotterdam kwam er in 1653 een wagenveer als aanvulling op het trekvaartennetwerk. In 1679 kwamen Gouda en Rotterdam overeen om de weg tussen de steden met klinkers te bestraten. Gouda nam de IJsseldijk tot Nieuwerkerk voor zijn rekening en Rotterdam bestraatte de 's-Gravenweg. Tot 1741 was de verbinding Gouda-Rotterdam de langste straatweg van Nederland. Bij herberg de Roode Leeuw op de grens met Capelle aan den IJssel werd tol geheven, dat nodig was voor het onderhoud. Deze tol werd in 1857 opgeheven, vijf jaar na het einde van het wagenveer.
In 1855 werd parallel aan de 's-Gravenweg de spoorlijn Rotterdam-Utrecht aangelegd. Deze spoorlijn heeft in 1953 een ander verloop gekregen, en is verlegd in westelijke richting. Op het tracé van de voormalige spoorlijn ligt nu Provinciale weg 219.

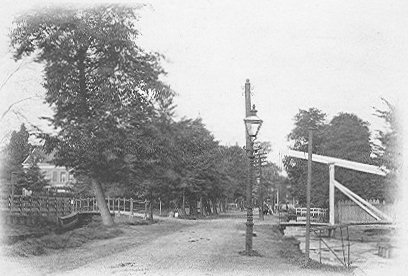
De 's-Gravenweg bij Kralingen rond 1900

De 's-Gravenweg heeft zijn landelijke karakter grotendeels behouden: het is een smalle polderweg met aan beide zijden wilgen. Het uitzicht vanaf de 's-Gravenweg is inmiddels minder landelijk: tussen Nieuwerkerk en Rotterdam zijn de polders grotendeels bebouwd met woningen. Er is een aantal rijksmonumenten aan de weg, waaronder het hofje van Kuijl’s Fundatie.
Abram van Rijckevorselweg ·
Admiraliteitskade ·
Avenue Concordia ·
Bosdreef ·
Gerdesiaweg ·
's-Gravenweg ·
Hoflaan ·
Honingerdijk ·
Kortekade ·
Kralingseweg ·
Kralingse Plaslaan ·
Kralingse Zoom ·
Maasboulevard ·
Oostzeedijk ·
Oudedijk ·
Slaak ·
Vlietlaan ·
Voorschoterlaan
Brandingdijk ·
Capelseweg ·
's-Gravenweg ·
Groeneweg ·
Hoofdweg ·
Jacques Dutilhweg ·
Kralingseweg ·
Laan van Avant-Garde ·
Ommoordseweg ·
President Rooseveltweg ·
Prins Alexanderlaan ·
Prins Alexanderplein ·
Prinsenlaan ·
Ringvaartweg ·
IJsselmondselaan ·
Zevenkampse Ring
Dorp: Capelle aan den IJssel      Buurtschap: 's-Gravenweg

Wijken: Fascinatio · Rivium · 's-Gravenland · Middelwatering · Oostgaarde · Schenkel · Schollevaar · West

Zuid-Holland: Steden en dorpen      Nederland: Provincies · Gemeenten
Dorpen: Moerkapelle · Moordrecht · Nieuwerkerk aan den IJssel · Zevenhuizen

Buurtschappen: 's-Gravenweg (deels) · Donderdam (deels) · Eerste Tocht · Groot Hitland / Ver-Hitland · Hollevoeterbrug · Kikkershoek · Klein Hitland · Kortenoord · Oud Verlaat · De Vijfhuizen

Zuid-Holland: Steden en dorpen    Nederland: Provincies · Gemeenten